# Mitología muisca
La mitología Muisca comprende las creencias, mitos y leyendas de carácter politeísta, animista y panteísta que forman parte de la religión muisca. Las creencias de los muiscas no se basan en una revelación divina; Sino que han sido transmitidas por medio de sus historias más antiguas se ha conservado en las Crónicas de Indias, escritas por los españoles durante y después del proceso de cristianización.
Por otra parte, el folclore y la tradición popular ha mantenido buena parte de la mitología muisca, han sido en parte revitalizada por movimientos afines al neopaganismo muisca. También ha servido de inspiración en la literatura, el teatro, la escultura, entre otras artes.

## Mitos de creaciones

### Mito de Bague
En el principio solo existía Bague, la Madre Abuela. Entonces Bague gritó, y aparecieron varios dioses, la luz, las plantas, los animales y los muiscas. Luego los dioses llenaron una olla con semillas y piedras, y sembraron luceros en el espacio. Tomaron las migajas que habían quedado en la olla y las lanzaron muy lejos, y ese fue el origen de las estrellas. Sin embargo, todo estaba quieto, nada se movía. Entonces los dioses fueron a visitar a Bague, y le contaron su pesar porque nada se movía, ni crecía, ni sonaba. La Madre Abuela preparó una bebida que los dioses tomaron hasta quedar dormidos, comenzaron a soñar y a tener visiones, y en sus sueños todo se movía, las aves cantaban, las cascadas hacían ruido y los hombres se afanaban, en sus labores cotidianas. Cuando los dioses despertaron, la luz se esparció por el universo, y todo tuvo movimiento, como en sus sueños.

### Mito de Chiminigagua
Cuando ya era de noche, antes de que hubiera algo en el mundo, estaba la luz metida en una cosa grande, llamada Chiminigagua, de donde después salió. Chiminigagua comenzó a salir y a mostrar la luz que en sí tenía. Lo primero que creó fueron aves negras y grandes, a las cuales mandó que tuviesen ser y fuesen por todo el planeta echando aliento por los picos. Y el aire que echaban era lúcido y resplandeciente. Y luego que hubieron recorrido el mundo, quedó todo claro e iluminado. Luego creó Chiminigagua todas las otras cosas que hay en el mundo, y entre todas, las más hermosas fueron el Sol  la Luna.

### Mito de los caciques de Sogamoso y Ramiriquí

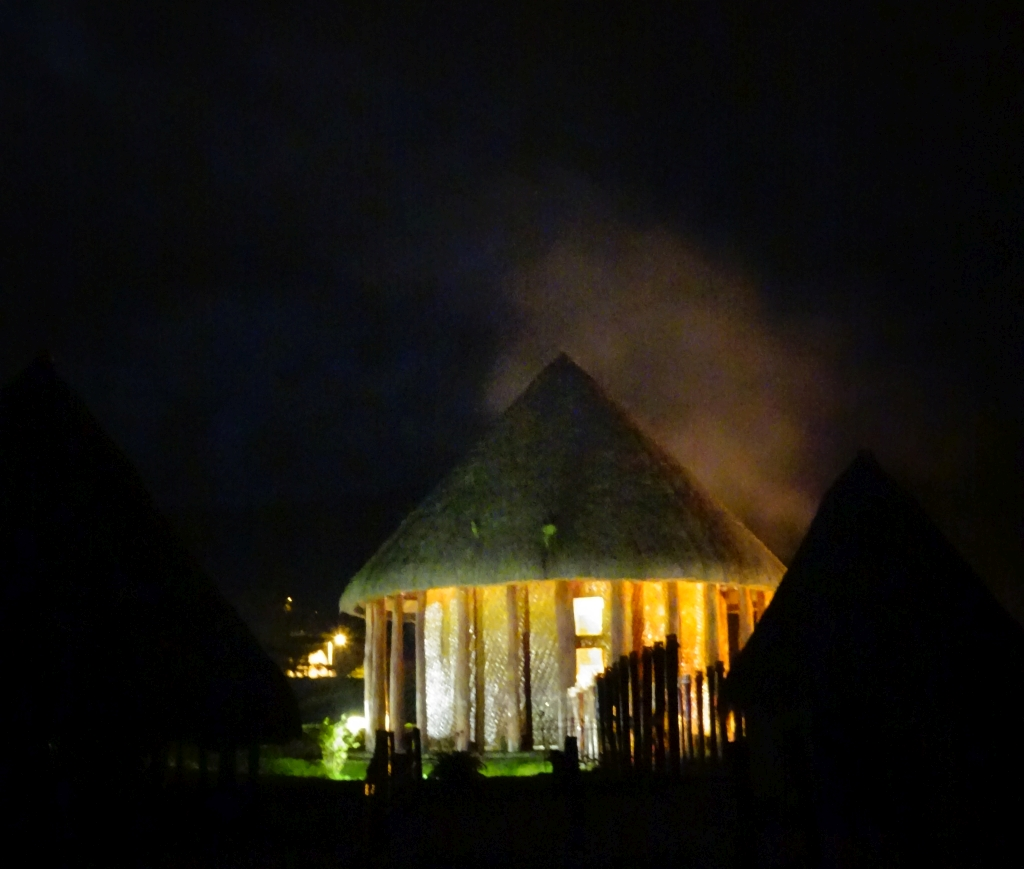
Templo del Sol en Sogamoso durante una celebración de la Fiesta del Huán, que conmemora los acontecimientos narrados en el mito de los caciques Sogamoso y Ramiriquí.

En las provincias de Hunza (Tunja) y Sogamoso, existía un mito de la creación según el cual, cuando amaneció el mundo, ya había cielo y tierra, y todo lo demás, menos el Sol y la Luna, de modo que todo estaba en tinieblas, y no había más que dos personas en el mundo: el Cacique de Sogamoso y el de Ramiriquí (o Tunja). Estos caciques crearon a los seres humanos: a los hombres de tierra amarilla, y a las mujeres de una hierba alta que tiene el tronco hueco. Después, para darle luz al mundo, el cacique de Sogamoso mandó al de Ramiriquí, que era su sobrino, a que se subiese al cielo y alumbrase la Tierra convertido en Sol. Pero viendo que el Sol no era suficiente para alumbrar la noche, se subió Sogamoso al cielo y se hizo Luna. Esto sucedió en el mes que se corresponde con diciembre, y desde entonces se celebraba aquel suceso, sobre todo en Sogamoso, con una fiesta llamada Huan.

### Mito de Bachué

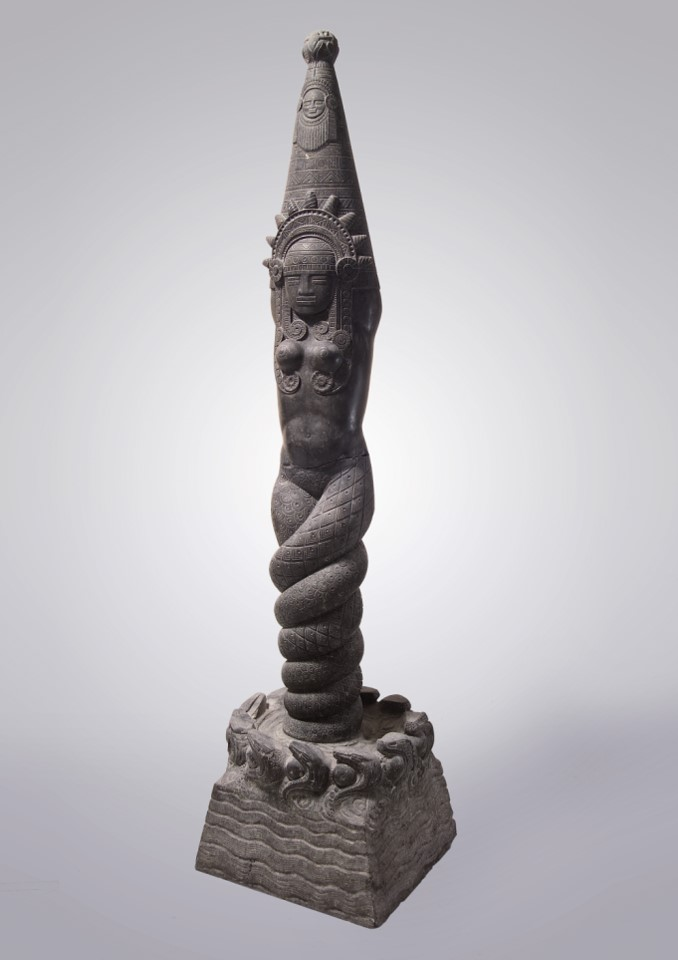
Bachué transformándose en serpiente, obra de Rómulo Rozo (1925).

De la Laguna de Iguaque, poco después de la creación del mundo, salió una mujer llamada Bachué, también conocida como Furachogua, que quiere decir «mujer buena». Traía consigo a un niño de la mano, de unos tres años de edad, y bajaron juntos desde la sierra hasta la sabana, donde hicieron una casa en la que vivieron hasta que el muchacho tuvo edad de desposar a Bachué. Tuvieron luego muchos hijos, y era Bachué tan fértil, que en cada parto paría de cuatro a seis hijos, de modo que muy pronto se llenó la Tierra de gente.
Bachué y su esposo viajaron por muchos lugares, dejando hijos en todas partes, hasta que después de muchos años, estando ya viejos, llamaron a muchos de sus descendientes para que los acompañasen de regreso a la laguna de la que habían salido. Cuando estuvieron junto a la laguna, Bachué les habló a todos, exhortándoles a la paz, a vivir en concordia y a guardar los preceptos y leyes que les había dado, en especial el culto de los dioses. Concluido su discurso, se despidió en medio del llanto de ambas partes, convirtiéndose ella y su esposo en dos grandes serpientes que se metieron en las aguas de la laguna para nunca más volver, aunque Bachué se apareció después en muchas partes.

## Mitos de civilización

### Mito de Bochica

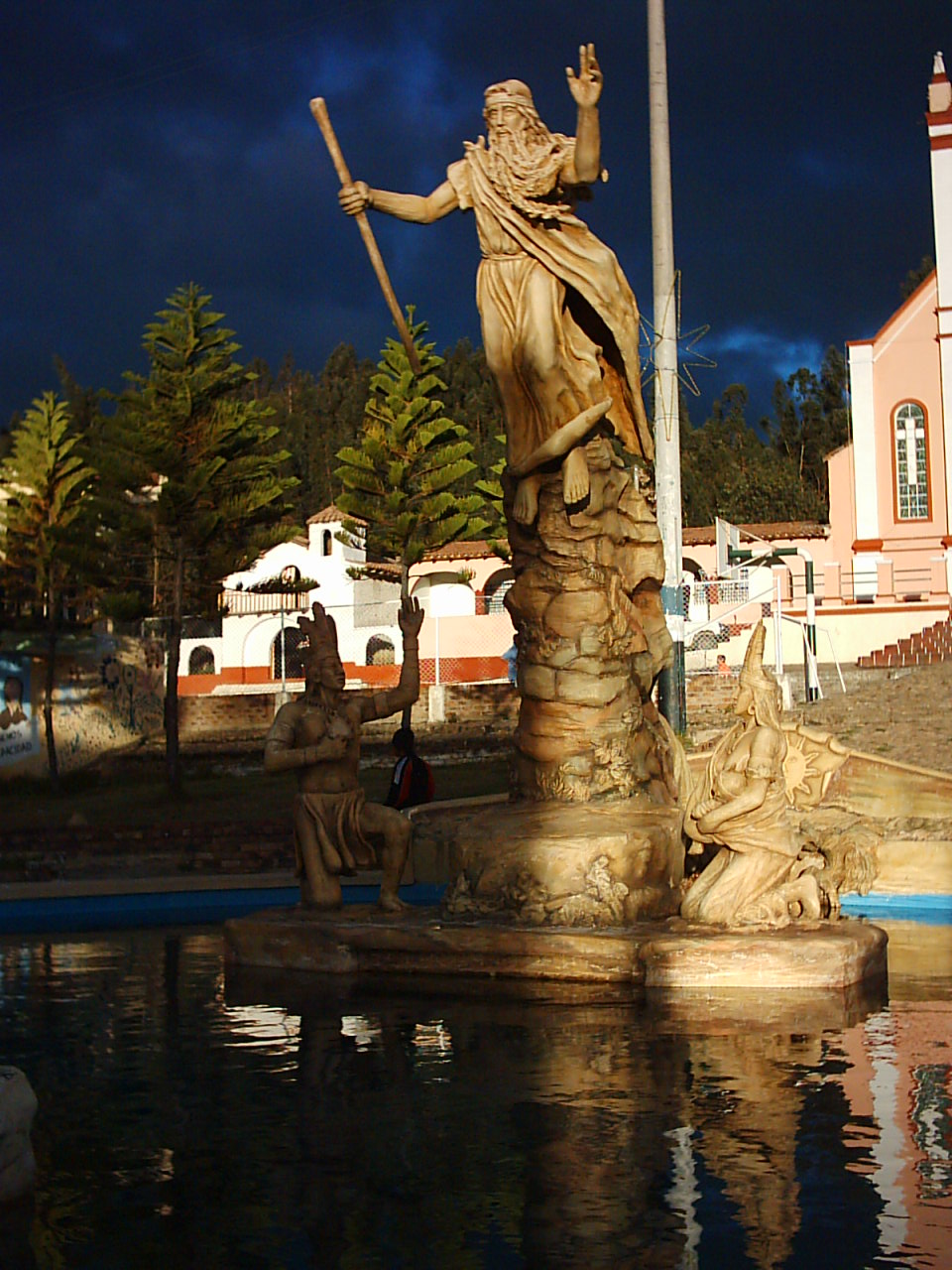
Monumento a Bochica, héroe civilizador (y/o dios) de los muiscas, en Cuítiva (Boyacá).

Según este mito, desde los llanos del Oriente llegó a la Sabana de Bogotá, hace mucho tiempo, un hombre desconocido, con el cabello y la barba larga hasta la cintura, cogida la cabellera con una cinta, con los pies descalzos, y vistiendo una manta o túnica hasta las pantorrillas, atada con un nudo sobre el hombro derecho. Entró por el pueblo de Pasca, y de allí pasó a Bosa, donde se le murió un camello que traía, cuyos huesos conservaron los muiscas. Este hombre, conocido como Bochica, recibió otros nombres, como Chimizapagua (que quiere decir «mensajero de Chiminigagua»), Nemqueteba, Xué, entre otros.
Bochica les enseñó a los muiscas a hilar algodón y tejer mantas, pues antes de esto, se cubrían con unas planchas burdas de algodón en rama, atadas con cordezuelas de fique. Desde Bosa fue a Fontibón, Funza, Serrezuela (actual Madrid, Cundinamarca) y Zipacón, desde donde tomó rumbo hacia el Norte. En Cota duró algunos días enseñando a un gran número de gente de todos los pueblos vecinos. Allí habló desde un promontorio alto, al que le hicieron un foso alrededor de más de dos mil pasos para que la gente no lo atropellase y pudiese hablar libremente. En ese sitio hicieron después un santuario. Por las noches, dormía Bochica en una cueva a las faldas de una de las montañas que circundan a Cota. Después prosiguió su viaje hacia el Nordeste, hasta llegar a la provincia de Guane, en el actual departamento de Santander, y desde Guane se volvió hacia el Este y entró en la provincia de Hunza y en el valle de Sogamoso, en donde desapareció.

### Mito de Sadigua
Según los cronistas de Indias, a Bochica se le conoció como Sadigua en las provincias de Hunza (Tunja) y Sogamoso. Sadigua querría decir «nuestro pariente». También fue conocido en aquellas provincias como Sugumonxe («que se hace invisible») y Sugunsua («hombre que se desaparece»). 
Al primer pueblo que llegó en aquella región fue al de Ganza (actual Gámeza), en un sitio llamado Toyú, donde estuvo tres días en una cueva. Allí le fueron a visitar los cacique de Ganza, Bubanza (Busbanzá), Socha, Tasco, Guaquirá y Sátiva, en ese orden, alcanzando grandeza para sus pueblos según iban llegando. Entre ellos, Sogamoso fue superior a los demás. Cuando Sadigua llegó al sitio de Otga, salió Nompanen, cacique de Sogamoso, a recibirlo con toda su gente.
Sadigua enseñó a hilar el algodón y tejer mantas, además de preceptos morales y de la vida en comunidad. Cuando llegó al pueblo de Iza, desapareció, dejando en una piedra estampara la huella de uno de sus pies.

### Mito de Huitaca
Tiempo después de haber desaparecido Bochica, llegó una mujer de belleza turbadora, llamada Huitaca, o Xubchasgagua, a veces identificada como la misma diosa Chía, o como hija de Chía. Huitaca enseñó doctrinas contrarias a las enseñadas por Bochica. Afirmó que se podía tener una vida relajada, dedicada a los placeres, juegos y borracheras, y que no debían ayudar a los necesitados, ni aunque fuesen sus propios padres.

### Mito del Tequendama

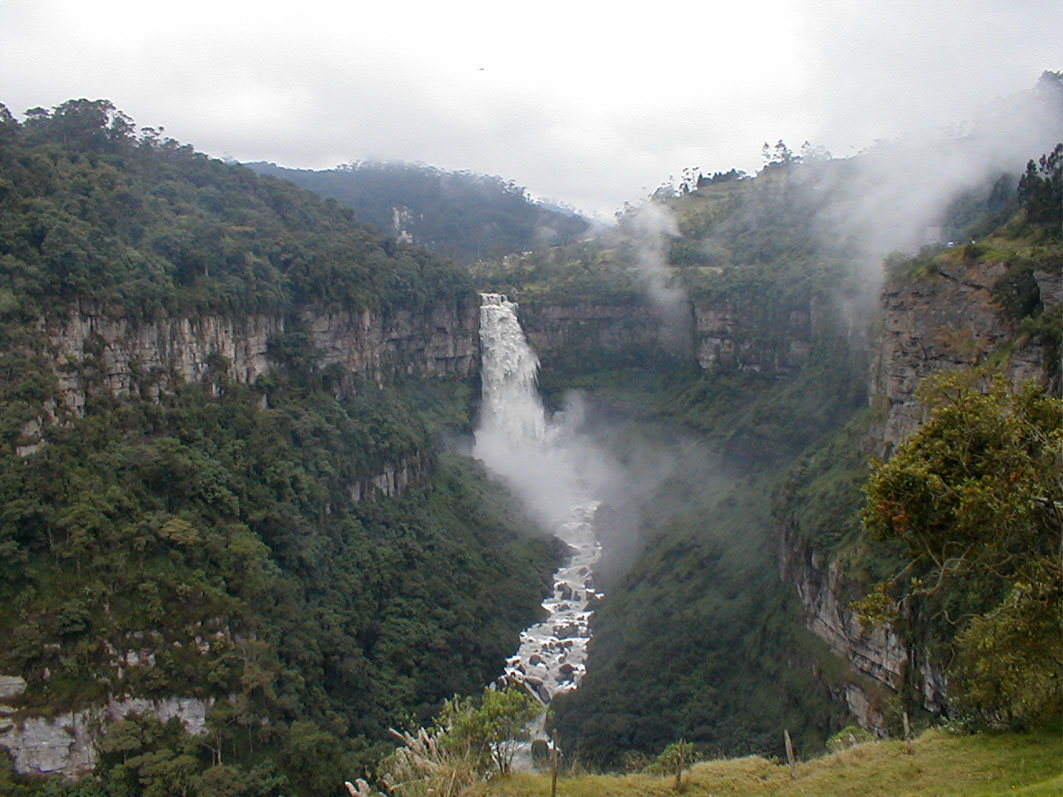
Salto del Tequendama, creado, según el mito, por el poder de Bochica.

Como los muiscas habían perdido el respeto por los dioses, ofendieron a Chibchacum, que antes había sido el más querido de sus dioses. Éste decidió castigarlos inundando la sabana, para lo cual hizo nacer los ríos Sopó y Tivitó, que unieron sus cauces al del Funza (antiguo nombre del río Bogotá). La inundación acabó con muchos cultivos y vidas humanas, hasta que el pueblo clamó con ayunos y sacrificios a Bochica que los librase de aquella calamidad. Finalmente, una tarde, en medio de un gran estruendo, apareció Bochica sobre el arcoíris, con una vara de oro en la mano, la cual arrojó hacia Salto del Tequendama, que dio paso a las aguas. En castigo por la inundación provocada, Bochica sentenció a Chibchacum a cargar el mundo sobre sus hombros, de modo que cada vez que cambia de hombro para descansar, se produce un temblor de tierra. A Huitaca la castigó Bochica convirtiéndola en lechuza.

## Cosmología
Según las creencias muiscas, el mundo, llamado Quyca, está conformado de la siguiente manera:
- Quyca: El mundo propiamente dicho.

- Guatquyca: El mundo de arriba, donde habitan Sua (dios del Sol) y Chie (diosa de la Luna), además de otras deidades.

- Tynaquyca: El mundo de abajo, donde habitan los difuntos. Según esta creencia, los muertos, luego de atravesar un tenebroso barranco, deben cruzar un río montando una balsa hecha de tela de araña, llamada Sospquazine, hasta llegar a un lugar, en las entrañas de la tierra, lleno de campos de cultivo, iluminados por un nuevo Sol.[11]

## Deidades
- Bagüe: La Madre Abuela.

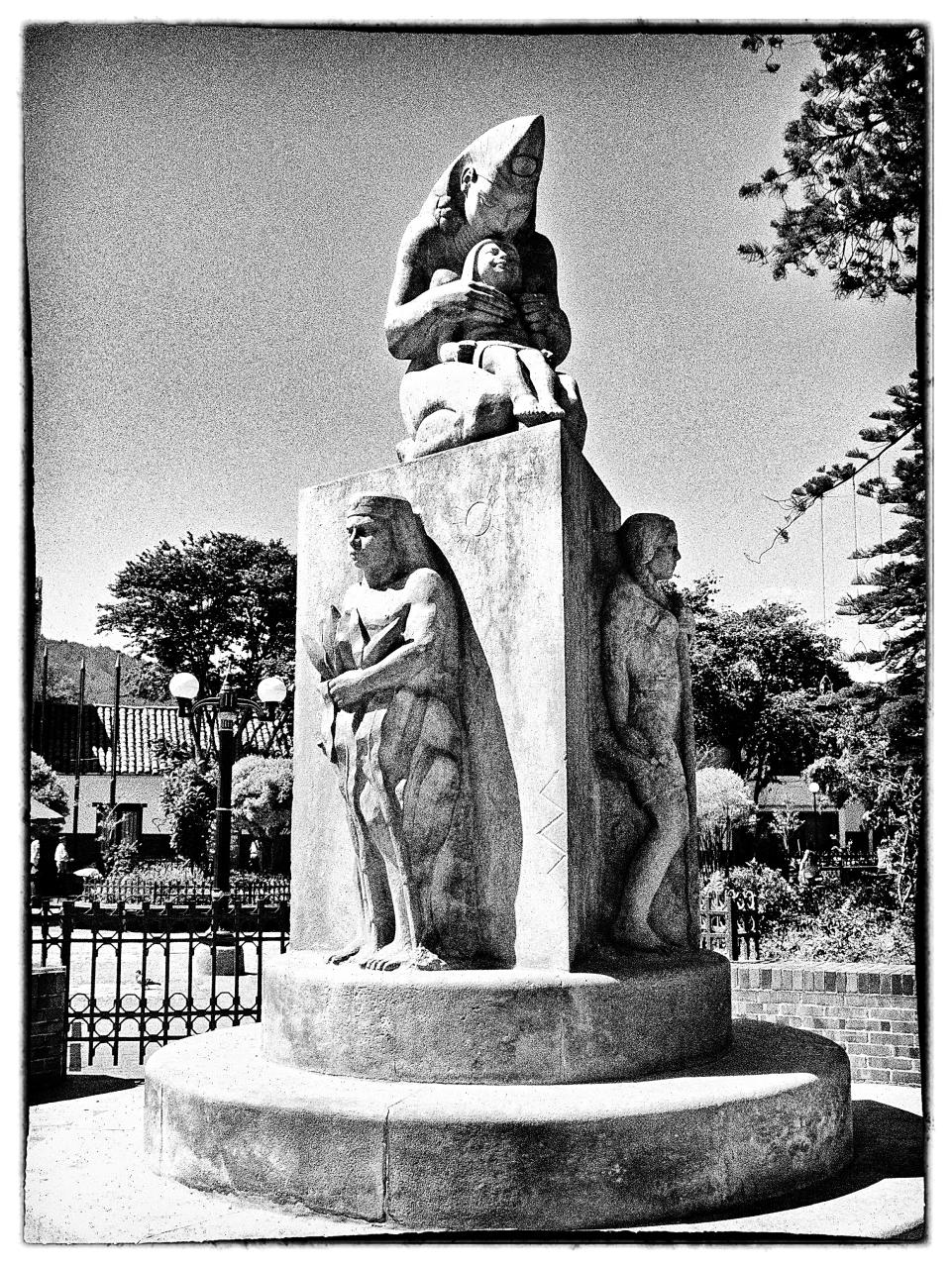
Monumento a la Raza Chibcha en el parque principal de Chía (Cundinamarca). En la parte superior, Bachue.

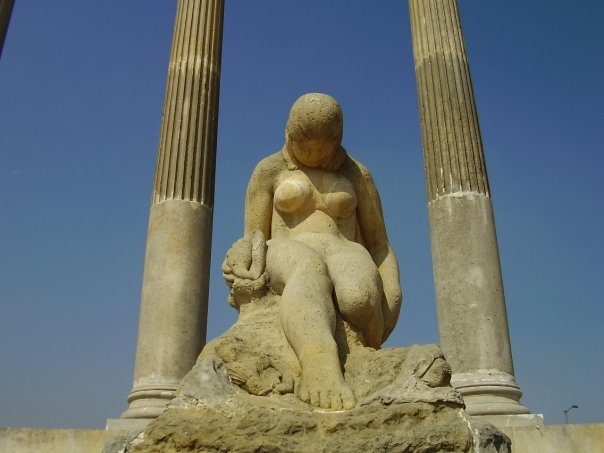
Estatua de Sie, diosa del agua, en la Avenida Las Américas de Bogotá.

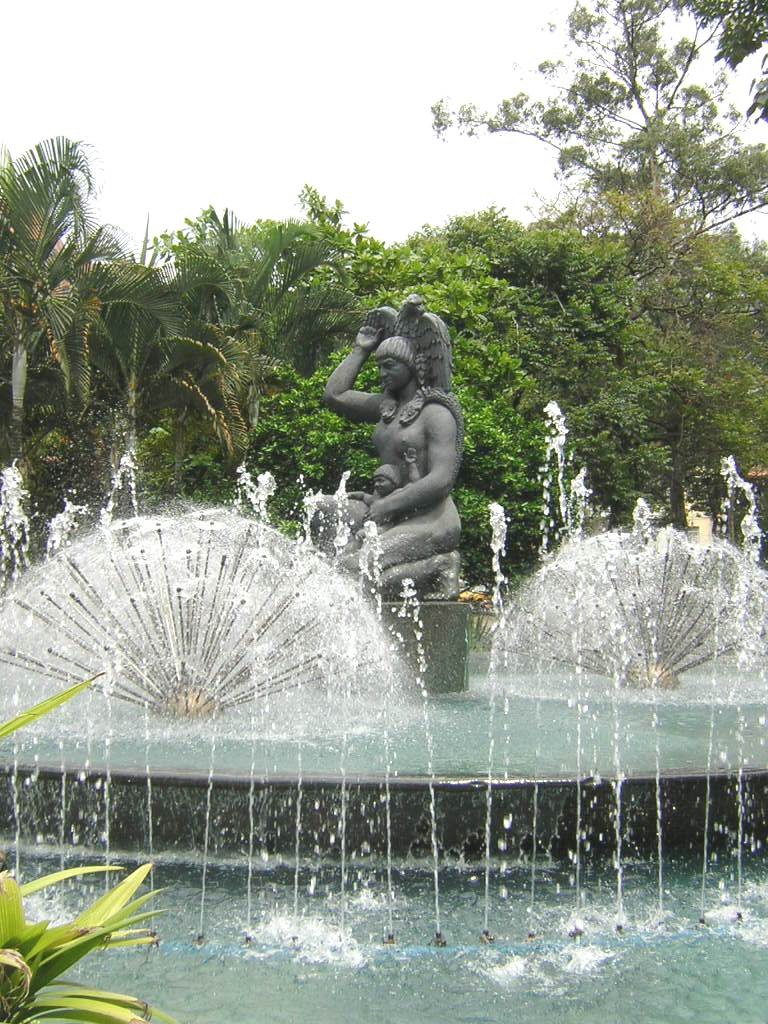
Estatua de Bachué en Medellín.

- Chiminigagua: Dios superior, principio de la luz. No tiene ninguna representación física; de él procede todo lo creado. Difundió la luz por toda la creación valiéndose de dos aves negras que salieron de su mismo ser, antes de que existieran el Sol y la Luna.[12]

- Chibchachum, Chibchacum o Chibchacun: Controla las lluvias, hace que los ríos se salgan de su cauce y produce los temblores de tierra, luego de que Bochica lo condenara a cargar el mundo sobre sus hombros.[13]

- Sua, zhué o Sué: El dios Sol. No es la luz, porque la luz reside en Chiminigagua.[13]

- Chía, o Chie: La diosa Luna. Preside la noche. Simboliza el principio que produce las pasiones humanas, los apetitos y los deseos. A veces se la identifica con Huitaca, castrada por Bochica, quien la transformó en lechuza, o en el mismo astro de la Luna. Algunos autores la tienen incluso por esposa de Bochica.[13]

- Bachué, o Furachogua: Madre del género humano. Representa el principio germinador femenino de la naturaleza. Preside el crecimiento de las plantas, las sementeras y las legumbres.[13]

- Sugunsua: Según el investigador Darío Rozo, Sugunsua es el nombre del esposo de Bachué, a quien ella crio sin ser su madre. Simboliza el principio germinador masculino.[13] No confundir con uno de los epítetos que dieron a Sadigua (Bochica) en la provincia de Sogamoso. Sugunsua quiere decir, según Fray Pedro Simón, «hombre que desaparece».[14]

- Bochica: Héroe/dios civilizador de los muiscas, llegado del Oriente. De apariencia con abundante barba.[15] Enseñó artes útiles y principios de moral. Simboliza el principio que determina la inteligencia humana.[13]

- Chaquen: Dios de los límites, los términos y las etapas de las carreras; preside las peregrinaciones, las ceremonias, las fiestas sagradas y la guerra. Simboliza el principio que inspira la alegría.[13]

- Nencatacoa, o Fo: Dios de la embriaguez, la irreverencia, la música y la danza. Transforma las cosas con otras apariencias. Preside las borracheras, protege a los tejedores y estampadores de telas. Suele manifestarse a veces en forma de zorro, y por eso se le llama Fo.[13]

- Cuhuzafiba: Conocido por lo españoles como Cuchaviva, es el dios del arcoíris y de la medicina, mediador entre dioses y hombres. A él lo invocaban los enfermos de fiebre y las mujeres cuando entraban en labores de parto.[13]

- Guahaioque: Dios de la muerte. Infunde pavor, y los españoles lo identificaron como el demonio. Se le representaba con diversas formas y aspectos horribles.[13]

- Suativa: Dios que determina los infortunios y las desgracias; encarna el espíritu del mal.[13]

- Huitaca: Hija de la diosa Chía, aunque también es identificada como otro aspecto de la misma Chía pero azul.

## Personajes míticos
- Goranchacha: Hijo del Sol que nació en forma de esmeralda, en Guachetá.

- Tomagata: Conocido como "Cacique Rabón", se cuenta de él que era tuerto, tenía cuatro orejas y arrastraba una larga cola. Fue muy virtuoso y querido por los muiscas.

## Animales míticos
- Las dos aves que salieron del interior de Chiminigagua, irradiando la luz por el Universo y esparciendo las semillas de quinua y maíz.

- Monstruo del Lago de Tota: Extraña criatura que viviría en el Lago de Tota. uno de los lagos más importantes.

## Lugares sagrados
Los muiscas reverenciaban algunos sitios naturales como ríos, lagunas, montes o cerros.